# Atletisme als Jocs Olímpics d'Estiu de 1912 - marató masculina

Official Video

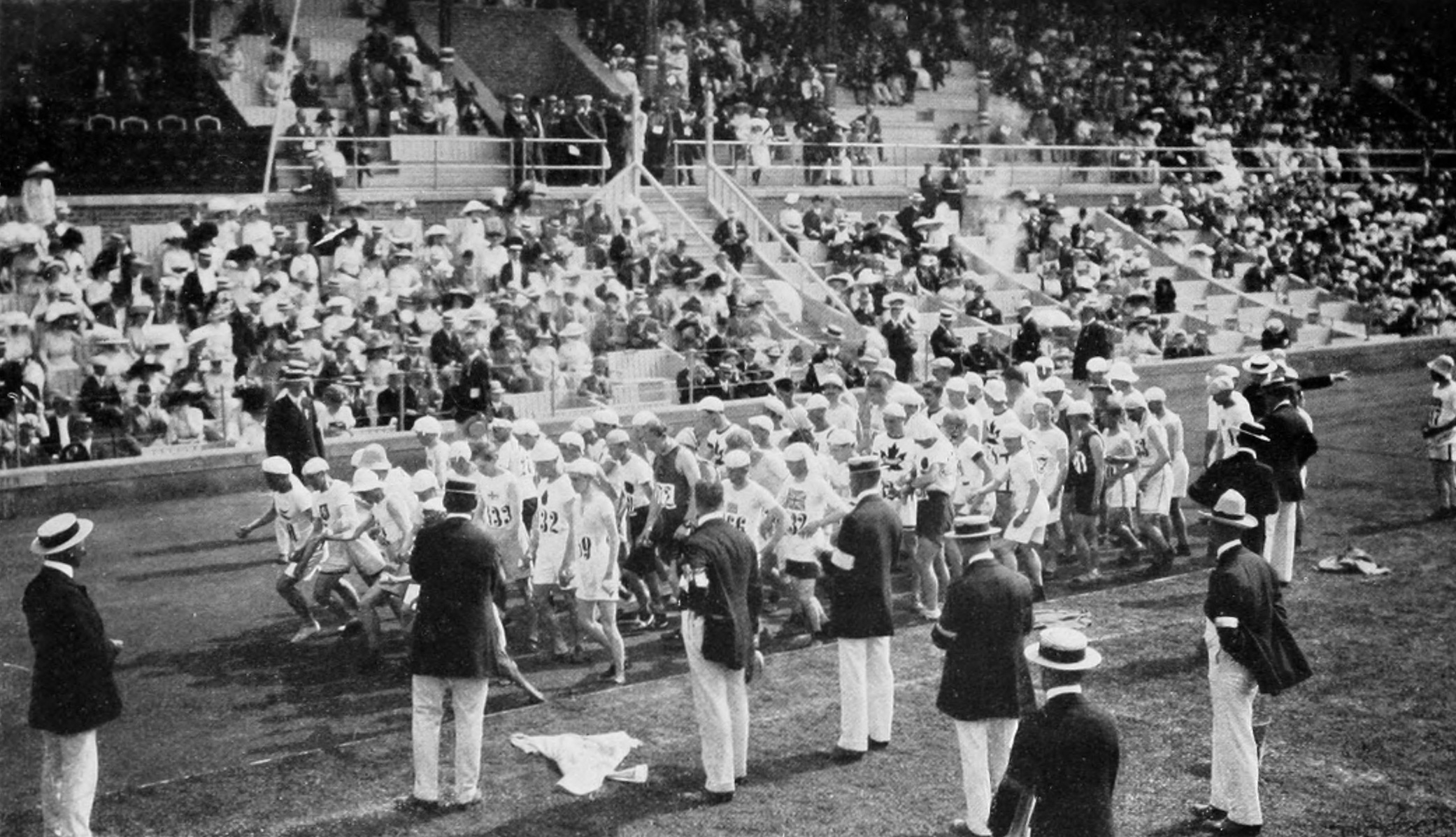
La sortida

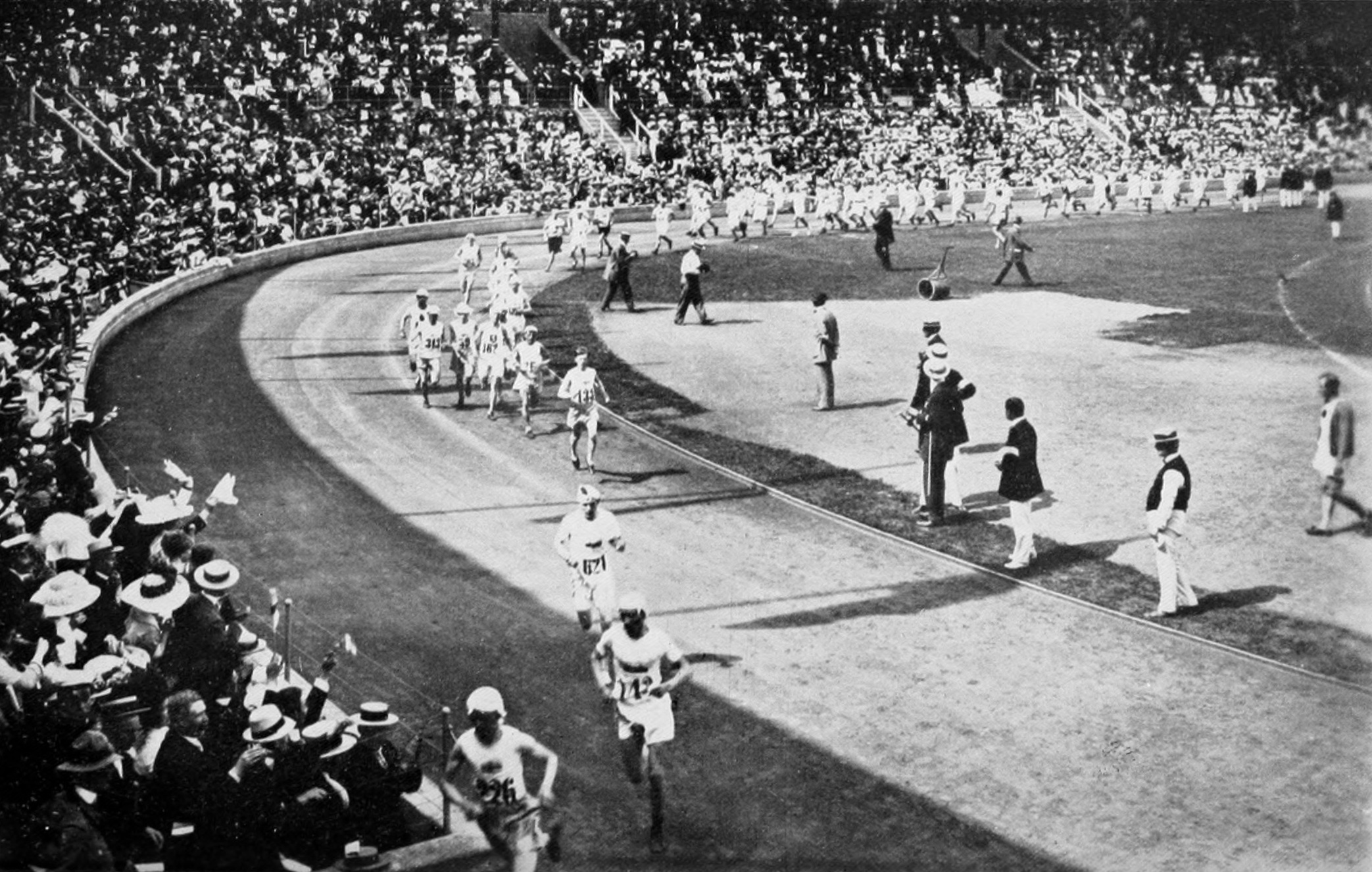
Els corredors sortint de l'estadi.

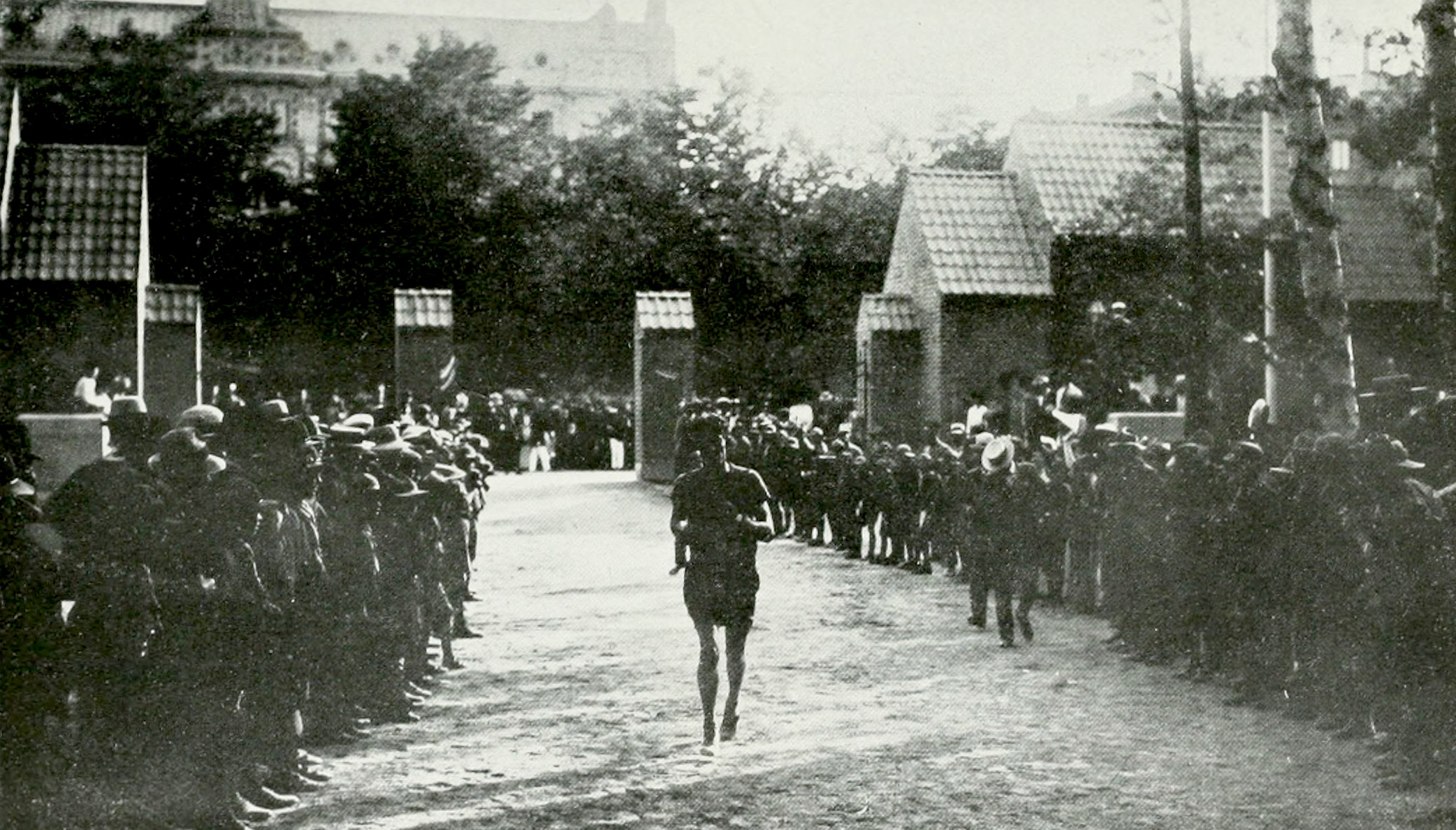
Ken McArthur entrant a l'estadi.

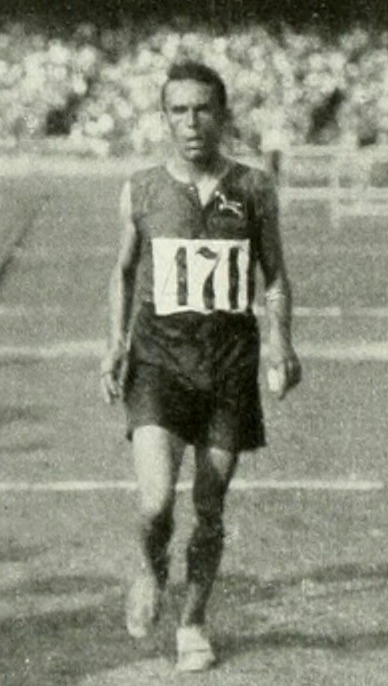
Christian Gitsham finalitzant en segona posició.

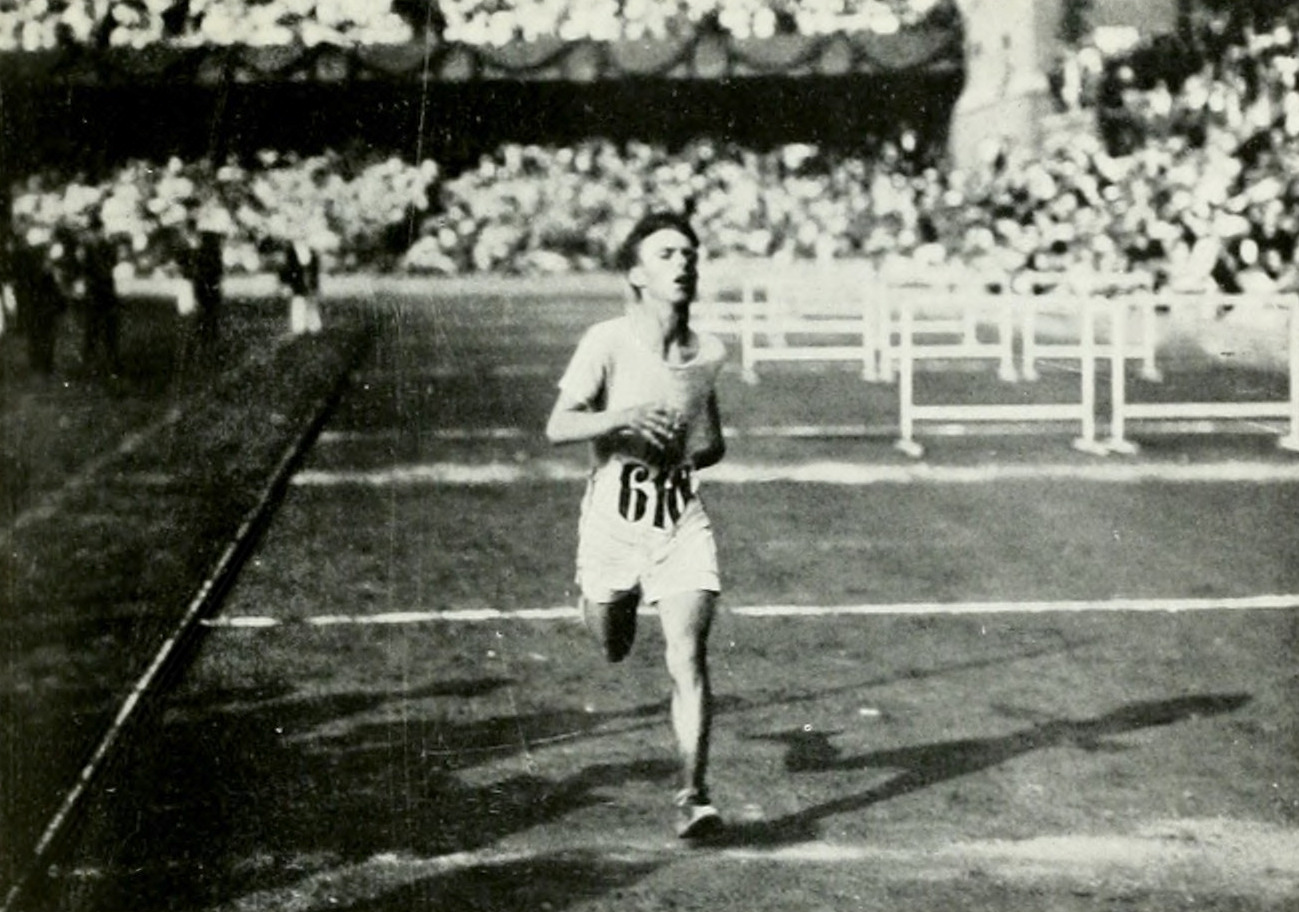
Gaston Strobino finalitzant en tercera posició.

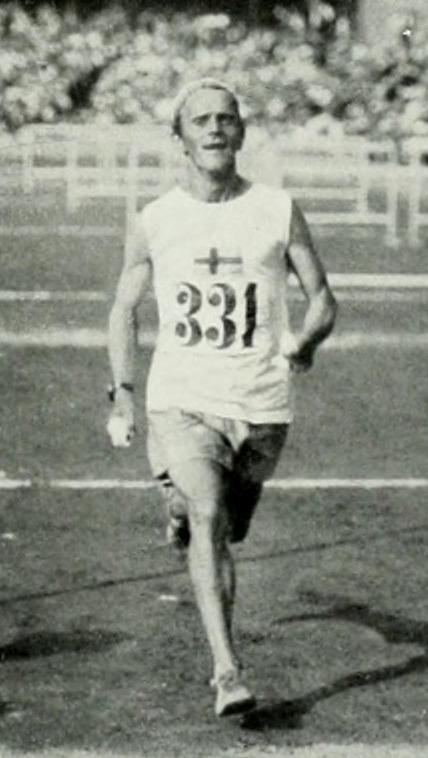
Sigfrid Jacobsson finalitzant en sisena posició.

La marató masculina va ser una de les proves del programa d'atletisme disputades durant els Jocs Olímpics d'Estocolm de 1912. Fou la cinquena vegada que es disputava la marató, sent una de les 12 proves atlètique que mai han faltat en uns Jocs Olímpics. En aquesta edició la cursa es va disputar sobre una distància de 40,2 quilòmetres, uns dos quilòmetres menys que el 1908 i que l'emprada a partir de 1924. La prova es va disputar el diumenge 14 de juliol, i hi van prendre part 68 atletes de 19 nacions diferents.
La cursa es va disputar sota unes condicions d'extrema calor, cosa que provocà l'abandonament de la meitat dels corredors.

## Medallistes
| Or                 | Plata                   | Bronze                |
| Ken McArthur (RSA) | Christian Gitsham (RSA) | Gaston Strobino (USA) |

## Rècords
Aquests eren els rècords del món i olímpic que hi havia abans de la celebració dels Jocs Olímpics de 1912.
| Rècord del Món | 2h 40' 35" | Thure Johansson | Estocolm (SWE) | 31 d'agost de 1909   |
| Rècord Olímpic | 15.0"      | Johnny Hayes    | Londres (ENG)  | 24 de juliol de 1908 |

Tot i que la distància era gairebé dos quilòmetres més curta que en l'edició anterior, el temps de Ken McArthur és considerat com a rècord olímpic.

## Resultats
| Posició | Atleta                        | Temps        | Notes                                 |
| ------- | ----------------------------- | ------------ | ------------------------------------- |
| 1       | Ken McArthur (RSA)            | 2:36:54.8    | OR                                    |
| 2       | Christian Gitsham (RSA)       | 2:37:52.0    |                                       |
| 3       | Gaston Strobino (USA)         | 2:38:42.4    |                                       |
| 4       | Andrew Sockalexis (USA)       | 2:42:07.9    |                                       |
| 5       | James Duffy (CAN)             | 2:42:18.8    |                                       |
| 6       | Sigfrid Jacobsson (SWE)       | 2:43:24.9    |                                       |
| 7       | John Gallagher (USA)          | 2:44:19.4    |                                       |
| 8       | Joseph Erxleben (USA)         | 2:45:47.2    |                                       |
| 9       | Richard Piggott (USA)         | 2:46:40.7    |                                       |
| 10      | Joseph Forshaw (USA)          | 2:49:49.4    |                                       |
| 11      | Édouard Fabre (CAN)           | 2:50:36.2    |                                       |
| 12      | Clarence DeMar (USA)          | 2:50:46.6    |                                       |
| 13      | Renon Boissière (FRA)         | 2:51:06.6    |                                       |
| 14      | Henry Green (GBR)             | 2:52:11.4    |                                       |
| 15      | William Forsyth (CAN)         | 2:52:23.0    |                                       |
| 16      | Lewis Tewanima (USA)          | 2:52:41.4    |                                       |
| 17      | Harry Smith (USA)             | 2:52:53.8    |                                       |
| 18      | Thomas Lilley (USA)           | 2:59:35.4    |                                       |
| 19      | Arthur Townsend (GBR)         | 3:00:05.0    |                                       |
| 20      | Felix Kwieton (AUT)           | 3:00:48.0    |                                       |
| 21      | Frederick Lord (GBR)          | 3:01:39.2    |                                       |
| 22      | Jacob Westberg (SWE)          | 3:02:05.2    |                                       |
| 23      | Axel Simonsen (NOR)           | 3:04:59.4    |                                       |
| 24      | Carl Andersson (SWE)          | 3:06:13.0    |                                       |
| 25      | Edgar Lloyd (GBR)             | 3:09:25.0    |                                       |
| 26      | Iraklis Sakellaropoulos (GRE) | 3:11:37.0    |                                       |
| 27      | Hjalmar Dahlberg (SWE)        | 3:13:32.2    |                                       |
| 28      | Ivar Lundberg (SWE)           | 3:16:35.2    |                                       |
| 29      | Johannes Christensen (DEN)    | 3:21:57.4    |                                       |
| 30      | Olaf Lodal (DEN)              | 3:21:57.6    |                                       |
| 31      | Ödön Kárpáti (HUN)            | 3:25:21.6    |                                       |
| 32      | Calle Nilsson (SWE)           | 3:26:56.4    |                                       |
| 33      | Emmerich Rath (AUT)           | 3:27:03.8    |                                       |
| 34      | Otto Osen (NOR)               | 3:36:35.2    |                                       |
| 35      | Elmar Reimann (RUS)           | Desconegut   |                                       |
| —       | Alexis Ahlgren (SWE)          | No finalitza |                                       |
| —       | Henry Barrett (GBR)           | No finalitza |                                       |
| —       | James Beale (GBR)             | No finalitza |                                       |
| —       | Thure Bergvall (SWE)          | No finalitza |                                       |
| —       | James Corkery (CAN)           | No finalitza |                                       |
| —       | Oscar Fonbæk (NOR)            | No finalitza |                                       |
| —       | Septimus Francom (GBR)        | No finalitza |                                       |
| —       | William Grüner (SWE)          | No finalitza |                                       |
| —       | David Guttman (SWE)           | No finalitza |                                       |
| —       | Karl Hack (AUT)               | No finalitza |                                       |
| —       | Bohumil Honzátko (BOH)        | No finalitza |                                       |
| —       | Aarne Kallberg (FIN)          | No finalitza |                                       |
| —       | Shizo Kanaguri (JPN)          | No finalitza |                                       |
| —       | Andrejs Kapmals (RUS)         | No finalitza |                                       |
| —       | Tim Kellaway (GBR)            | No finalitza |                                       |
| —       | Tatu Kolehmainen (FIN)        | No finalitza |                                       |
| —       | Andrejs Krūkliņš (RUS)        | No finalitza |                                       |
| —       | Francisco Lázaro (POR)        | No finalitza | Mor per un Trastorn hidroelectrolític |
| —       | Ivan Lönnberg (SWE)           | No finalitza |                                       |
| —       | Louis Pauteux (FRA)           | No finalitza |                                       |
| —       | Vladimír Penc (BOH)           | No finalitza |                                       |
| —       | Stuart Poulter (ANZ)          | No finalitza |                                       |
| —       | Nikolajs Rasso (RUS)          | No finalitza |                                       |
| —       | John Reynolds (USA)           | No finalitza |                                       |
| —       | Henrik Ripszám (HUN)          | No finalitza |                                       |
| —       | Francesco Ruggero (ITA)       | No finalitza |                                       |
| —       | Michael J. Ryan (USA)         | No finalitza |                                       |
| —       | František Slavík (BOH)        | No finalitza |                                       |
| —       | Carlo Speroni (ITA)           | No finalitza |                                       |
| —       | Arthur St. Norman (RSA)       | No finalitza |                                       |
| —       | Dragutin Tomašević (SRB)      | No finalitza |                                       |
| —       | Gustaf Törnros (SWE)          | No finalitza |                                       |
| —       | Aleksandrs Upmals (RUS)       | No finalitza |                                       |